# 迪伦·塞奇
迪伦·塞奇（英語：Dylan Sage，1992年1月24日—），南非男子橄榄球运动员。他曾代表南非七人制国家队参加2016年夏季奥林匹克运动会七人制橄榄球比赛，获得一枚铜牌。